# Мохаммед Лахдар-Хаміна
Мохаммед Лахдар-Хаміна (араб. محمد الأخضر حمينة; нар. 26 лютого 1934, М'Сіла, Алжир — 23 травня 2025) — алжирський кінорежисер і сценарист.

## Біографія
Мохаммед Лахдар-Хаміна народився в місті М'Сіла в Алжирі. Починав навчання у себе на батьківщині. Вперше зацікавився світом кінематографу під час навчання в ліцеї Карно в Каннах, Франція. Після вивчення сільського господарства і права у французьких університетах, він дезертував у 1958 році з французької армії і приєднався до антифранцузького алжирського опору в Тунісі, де працював протягом правління тимчасового алжирського уряду у вигнанні. Кінокар'єра Лахдара-Хаміна почалася, коли він приєднався до алжирських макі (партизан). Розпочинав з документальних фільмів.
У 1966 році з ігровим військовим фільмом «Гірські вітри» потрапив у конкурс 20-го Каннського кінофестивалю і отримав приз за найкращий перший фільм. Після цього працював переважно у Франції.
Мохаммед Лахдар-Хаміна став першим в історії африканським лауреатом «Золотої пальмової гілки», коли в 1975 році на 28-му Каннському кінофестивалі отримав цю нагороду за фільм «Хроніка вогненних років». Після цього ще двічі (у 1982 і 1986 роках) фільми Лахдара-Хаміни брали участь в основній конкурсній програмі Каннського кінофестивалю, але перемоги не здобули.

## Фільмографія
- 1962 — Під знаком Нептуна / Sous le signe de Neptune (сценарист)
- 1964 — Але в один прекрасний день у листопаді / Mais un jour de novembre (режисер)
- 1965 — Гірські вітри / Rih al awras (режисер, сценарист)
- 1967 — Хасан Терро / Hassan Terro (режисер, сценарист)
- 1972 — Грудень / Décembre (режисер)
- 1975 — Хроніка вогненних років / Chronique des années de braise (режисер, сценарист, актор)
- 1982 — Піщаний вітер / Vent de sable (режисер, сценарист)
- 1986 — Остання картинка / La Dernière image (режисер, сценарист, актор)
- 2014 — Сутінки тіней / Crépuscule des ombres (режисер, сценарист, продюсер)

## Визнання
| Нагороди та номінації Мохаммеда Лахдара-Хаміни | Нагороди та номінації Мохаммеда Лахдара-Хаміни     | Нагороди та номінації Мохаммеда Лахдара-Хаміни | Нагороди та номінації Мохаммеда Лахдара-Хаміни |
| Рік                                            | Категорія                                          | Фільм                                          | Результат                                      |
| ---------------------------------------------- | -------------------------------------------------- | ---------------------------------------------- | ---------------------------------------------- |
| Каннський міжнародний кінофестиваль            |                                                    |                                                |                                                |
| 1967                                           | Золота пальмова гілка                              | Гірський вітер                                 | Номінація                                      |
| 1967                                           | Приз за найкращий перший фільм                     | Гірський вітер                                 | Перемога                                       |
| 1975                                           | Золота пальмова гілка                              | Хроніка вогненних років                        | Перемога                                       |
| 1982                                           | Золота пальмова гілка                              | Піщаний вітер                                  | Номінація                                      |
| 1986                                           | Золота пальмова гілка                              | Остання картинка                               | Номінація                                      |
| Московський міжнародний кінофестиваль          |                                                    |                                                |                                                |
| 1967                                           | Гран-прі                                           | Гірські вітри                                  | Номінація                                      |
| Міжнародний кінофестиваль у Чикаго             |                                                    |                                                |                                                |
| 1983                                           | Гран-прі Золотий Г'юго за найкращий художній фільм | Піщаний вітер                                  | Номінація                                      |